# Malych et Karlson

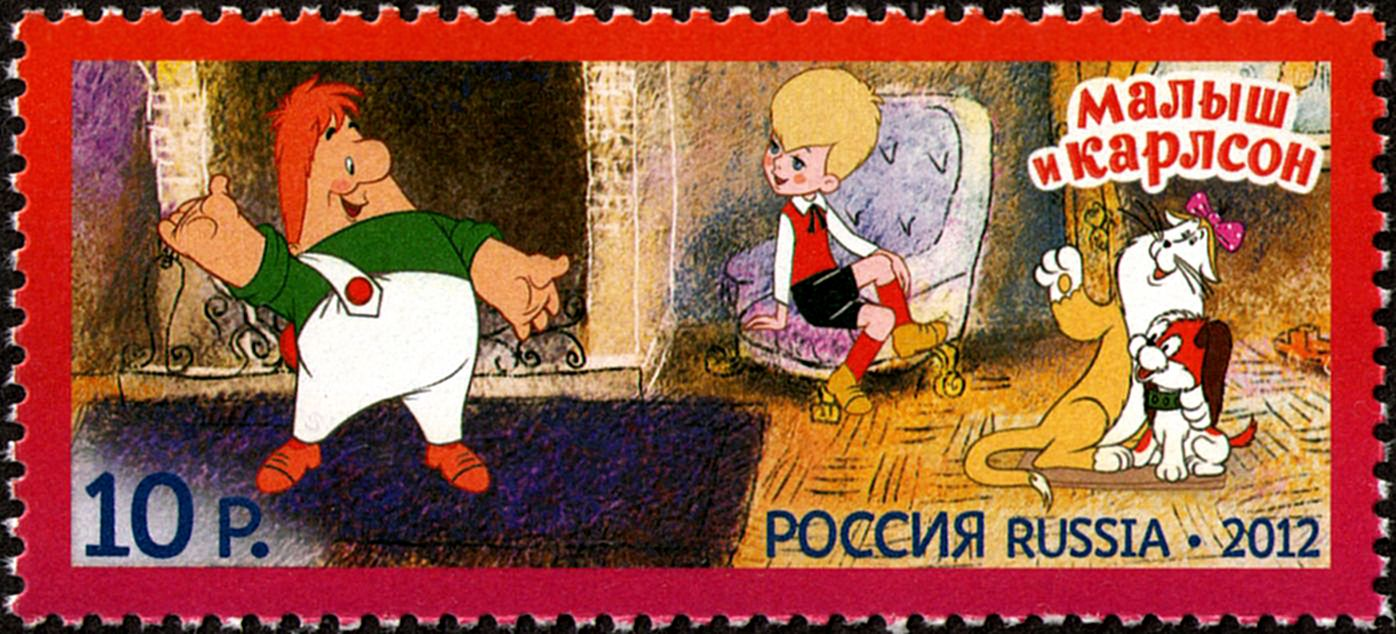
Timbre russe de 2012 en hommage au film d'animation. A gauche Karlson et le Kid sur le fauteuil

Malych et Karlson (Малыш и Карлсон, Malych i Karlson) est un film d'animation soviétique réalisé par Boris Stepantsev, sorti en 1968.

## Synopsis
La famille Svanteson vivait dans la ville suédoise de Stockholm - père, mère et trois enfants: l'aîné Bosse, le milieu Bethan et le jeune Svante, qui s'appelait simplement le Kid. En marchant dans la rue, le Kid remarque un chiot solitaire perdu nommé Bobik et apprend à le connaître. Soudain, le chiot Bobik est appelé par un garçon en colère avec un bâton - son propriétaire. L'enfant provoque un conflit et obtient un œil au beurre noir. La mère gronde l'enfant, disant que tout différend peut être résolu avec des mots. Le gamin déclare qu'il n'a personne, pas même un chien. Dans la pièce, Karlson vole vers le Kid - un petit homme avec une hélice. Ils apprennent à se connaître et Karlson dit que son moteur est en panne et demande au Kid de la confiture de framboises. Karlson commence à faire des farces, laisse tomber le lustre et s'envole
La famille ne croit pas que Karlson a laissé tomber et cassé le lustre, et le Kid est mis dans un coin. Karlson revient et continue de manger la confiture, déclarant qu'il est la personne la plus gravement malade. Le gamin qui monte sur Karlson s'envole vers sa maison, sur le toit. Dans le grenier, ils rencontrent deux escrocs qui volent du linge. Pour donner une leçon aux escrocs, Karlson se déguise en fantôme et commence à les chasser. Les voleurs dans l'horreur jettent des sous-vêtements. Les pompiers qui arrivent retirent le Kid du toit. Avant d'aller se coucher, la mère a une conversation avec le Kid : elle dit à son fils que les parents ne se sépareront de lui pour aucun trésor.
Vient le huitième anniversaire du Kid, mais il ne trouve pas le chien qu'il attendait en cadeau. Karlson apparaît, mais un chien aboie devant la porte. Joyful Kid veut le montrer à Karlson, mais il s'avère qu'il s'est envolé du ressentiment.

## Fiche technique
- Titre : Malych et Karlson[1]
- Titre original : Малыш и Карлсон (Malych i Karlson)
- Réalisation : Boris Stepantsev
- Scénario : Boris Larine
- Photographie : Mikhaïl Drouïan
- Musique : Guennadi Gladkov
- Son : Boris Filtchikov
- Production : Soiouzmoultfilm
- Pays d'origine : URSS
- Format : Couleurs - 35 mm - Mono
- Genre : conte merveilleux
- Langue : russe
- Durée : 18 minutes
- Date de sortie : 1968

## Distribution

### Voix originales
- Vassili Livanov : Karlson
- Klara Roumianova : Malych
- Valentina Leontieva : maman de Malych